# Lola Versus Powerman and the Moneygoround, Part One
Lola Versus Powerman and the Moneygoround, Part One, alternativamente indicato anche come Kinks Part One: Lola Versus Powerman and the Moneygoround; è l'ottavo album discografico in studio del gruppo rock britannico The Kinks, registrato e pubblicato nel 1970.

## Descrizione
Sorta di concept album, è uno sguardo satirico e pungente al mondo dell'industria musicale, inclusi editori, manager, produttori, mass media, stampa musicale, e case discografiche. Musicalmente Lola Versus Powerman spazia fra generi diversi quali folk, hard rock, country rock, e music hall inglese tradizionale.
Anche se venne pubblicato in un periodo di apparente transizione per i Kinks, Lola Versus Powerman si rivelò un notevole successo sia di pubblico che di critica, piazzandosi nella Top 40 in America e contribuendo a risollevare le sorti commerciali della band, in fase calante dal 1966. Il disco contiene due singoli di successo: Lola, e Apeman.

### Registrazione

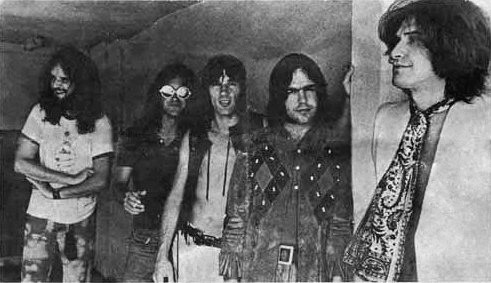
I Kinks circa nel periodo della registrazione di Lola Versus Powerman. Da sinistra a destra: John Gosling, Dave Davies, Mick Avory, John Dalton, Ray Davies (formazione del gruppo nel 1970–1976, 1978).

Le sedute di registrazione dell'album ebbero inizio alla fine di aprile. Alcune delle prime canzoni incise furono Lola, la outtake Good Good Life, Powerman e Got to Be Free. Le sessioni per Lola furono specialmente lunghe, e le registrazioni proseguirono fino alla fine di maggio.
Il tastierista John Gosling si unì al gruppo in maggio. Inizialmente avrebbe dovuto essere solo un musicista da impiegare durante i tour, ma ben presto entrò a far parte della band a tutti gli effetti. Gosling sarebbe rimasto con i Kinks fono al 1977, andandosene dopo la registrazione di Sleepwalker. La lavorazione dell'LP poté dirsi completata in ottobre, e i missaggi furono eseguiti nei giorni restanti del mese. Lola Versus Powerman and the Moneygoround, Part One uscì nei negozi il 27 novembre 1970.

### Controversie e censura
Per Lola, Ray Davies fu costretto ad effettuare delle sovrincisioni per modificare le parole "Coca-Cola" con un più generico "cherry-cola" in occasione della pubblicazione della canzone su singolo, ciò si rese necessario dal fatto che la BBC (essendo un servizio pubblico) si era rifiutata di trasmettere il brano per radio a causa della nota marca citata senza l'autorizzazione della stessa. Sebbene il testo riportato all'interno dell'LP originale riporti le parole "cherry-cola", la versione presente sull'album contiene ancora il termine incriminato "Coca-Cola". Una situazione simile si ebbe con la canzone Apeman, anch'essa contenuta sul disco, circa la frase «the air pollution is a-foggin' up my eyes». "Fogging" venne scambiato per "Fucking", e di conseguenza Ray Davies dovette ri-registrare la parte vocale prima che la versione su singolo venisse pubblicata.

### Pubblicazione e accoglienza
Lola Versus Powerman ricevette buone recensioni dalla stampa musicale britannica. Una recensione apparsa su New Musical Express chiamò "[Ray] Davies … uno dei migliori autori nella storia del rock contemporaneo" e lodò lo stile anglosassone del disco e la sua originalità. Nonostante tutto, l'album fallì l'entrata in classifica a dispetto del 45 giri Lola che invece era salito fino alla seconda posizione della Official Singles Chart.
Anche negli Stati Uniti l'album venne generalmente ben accolto. Rolling Stone lo definì "il miglior album dei Kinks". Nella sua rubrica "Consumer Guide" sul The Village Voice, Robert Christgau descrisse la canzone Lola come "un singolo straordinario", ma ebbe parole meno entusiaste per l'album Lola Versus Powerman, definendolo "piuttosto banale". Il disco si piazzò alla posizione numero 35 nella classifica di Billboard.

#### Crítica attuale
Sebbene le critiche dell'epoca fossero state ampiamente favorevoli, paradossalmente, con il passare degli anni l'album ha subito un ridimensionamento da parte della critica. Anche se l'opinione della critica moderna riguardo Lola Versus Powerman è, in generale, ancora positiva, sono state espresse perplessità sul disco da parte di alcuni detrattori. La rivista Rolling Stone, per esempio, se nella sua recensione all'album del 1971 gli aveva assegnato il punteggio massimo, nel 1992 gli diede solo 31/2 stellette su 5 e, nel 2004 soltanto 2. George Starostin, nel suo sito web Only Solitaire, si dimostró poco entusiasta dell'opera, riassumendo il suo commento definendo il disco "un concept album riempitivo, pseudo-melodico e con qualche fantastica canzone semi-concettuale", aggiungendo che, sebbene il disco includa classici dei Kinks come Apeman e Lola, non sia veramente all'altezza di capolavori quali Arthur (Or the Decline and Fall of the British Empire). Stephen Thomas Erlewine di AllMusic giudica ancora favorevolmente il disco, scrivendo: "Davies non riesce a raccontare una storia coerente, però l'album sta in piedi lo stesso essendo una gran collezione di brani memorabili".

## Part Two
Prima della pubblicazione di Lola Versus Powerman and the Moneygoround, Part One la band discusse della possibilità di farlo uscire come LP doppio ma l'idea venne scartata. Secondo quanto affermato nel libro The Kinks: All Day and All of the Night di Doug Hinman, un sequel dell'album avrebbe dovuto uscire nel 1971, ma il progetto venne infine cancellato e la band optò invece per il disco Muswell Hillbillies. Dato che il titolo ufficiale del presunto seguito di Lola Versus Powerman non è mai stato reso pubblico, Hinman si riferisce al disco chiamandolo "Kinks, Part Two" e suggerisce che le sessioni preliminari per esso potrebbero aver avuto luogo alla fine del 1970 o all'inizio del '71. Non è ben chiaro quali canzoni avrebbero dovuto far parte dell'album, e non si conoscono brani registrati nel corso delle fantomatiche sessioni, con la possibile eccezione di alcune tracce base inedite. Quasi sicuramente nessuna traccia venne comunque completata o superò la fase di nastro prova.

## Tracce
- Tutti i brani sono opera di Ray Davies, eccetto dove indicato diversamente.

Lato 1
1. The Contenders – 2:42
2. Strangers (Dave Davies) – 3:20
3. Denmark Street – 2:02
4. Get Back in Line – 3:04
5. Lola – 4:01
6. Top of the Pops – 3:40
7. The Moneygoround – 1:47

Lato 2
1. This Time Tomorrow – 3:22
2. A Long Way From Home – 2:27
3. Rats (Dave Davies) – 2:40
4. Apeman – 3:52
5. Powerman – 4:18
6. Got to Be Free – 3:01

Bonus tracks (Castle 1998, Sanctuary 2004)
1. Lola (mono single mix) – 4:08
2. Apeman (acoustic demo) – 3:41
3. Powerman (acoustic demo) – 4:23

## Formazione
- Mick Avory – batteria, percussioni
- John Dalton – basso, cori
- Dave Davies – chitarra elettrica, banjo, cori, voce solista in Strangers e Rats, seconda voce in Powerman
- Ray Davies – voce solista, chitarra, armonica a bocca, tastiere, chitarra resofonica
- John Gosling – tastiere, pianoforte, organo